# Deutscher Schauspielpreis 2017
Die Verleihung des Deutschen Schauspielpreises 2017 fand am 22. September im Berliner Zoo Palast statt. Die Nominierungs-Jury bestand aus Angelika Bartsch, Sebastian Faust, Roman Knižka, Harald Krassnitzer, Jerry Kwarteng, Anna Stieblich und Brigitte Zeh. Der ehemals Deutsche Schauspielerpreis wurde mit dieser Veranstaltung in Deutscher Schauspielpreis umbenannt.

## Preisträger und Nominierte

### Schauspielerin in einer Hauptrolle
Jutta Hoffmann für Ein Teil von uns
Martina Gedeck für Gleißendes Glück
Kim Riedle für Back for Good

### Schauspieler in einer Hauptrolle
Karl Markovics für Polizeiruf 110: Und vergib uns unsere Schuld
Nicholas Ofczarek für Tatort: Die Geschichte vom bösen Friederich
Albrecht A. Schuch für NSU: Die Täter – Heute ist nicht alle Tage

### Schauspielerin in einer Nebenrolle
Uygar Tamer für NSU: Die Opfer – Vergesst mich nicht
Juliane Köhler für Back for Good
Michaela May für Familienfest

### Schauspieler in einer Nebenrolle
Martin Brambach für Der Fall Barschel
Sahin Eryilmaz für Der mit dem Schlag
Ulrich Noethen für Aufbruch

### Schauspielerin in einer komödiantischen Rolle
Gerti Drassl für Vorstadtweiber
Sophie Rois für Der mit dem Schlag
Andrea Sawatzki für Zwei verlorene Schafe

### Schauspieler in einer komödiantischen Rolle
Hinnerk Schönemann für Der mit dem Schlag
Franz Hartwig für Zwei verlorene Schafe
Gerhard Liebmann für Landkrimi – Wenn du wüsstest, wie schön es hier ist

### Nachwuchs
Almila Bagriacik für NSU: Die Opfer – Vergesst mich nicht
Michael Glantschnig für Landkrimi – Wenn du wüsstest, wie schön es hier ist
Benjamin Lillie für Dead man working
Mercedes Müller für Tschick

### Starker Auftritt
Sigrid Marquardt für Die Blumen von gestern
Rainer Bock für Der Fall Barschel
Peter Franke für Herr Lenz reist in den Frühling
Katja Heinrich für Tatort: Tanzmariechen

### Ensemble
Besetzung der ARD/WDR-Improvisation Wellness für Paare

### Ehrenpreis „Lebenswerk“
für Hanna Schygulla

### Ehrenpreis „Inspiration“
an die Institution des Öffentlich-rechtlichen Rundfunks

### Sonderpreis „Starker Einsatz“
für Marcus Off